# Maksim Dyldin
Maksim Sergejevitj Dyldin (ryska: Максим Сергеевич Дылдин), född den 19 maj 1987 i Perm, är en rysk friidrottare som tävlar på 400 meter. 
Dyldin deltog vid inomhus-EM 2007 där han ingick i det ryska stafettlag som blev silvermedaljörer på 4 x 400 meter. Han deltog även vid inomhus-VM 2008 där han slutade femma i finalen på 400 meter på tiden 46,79. 
Dyldin deltog vidare vid olympiska sommarspelen 2008 där han emellertid blev utslagen redan i kvalet. Däremot blev han bronsmedaljör på 4 x 400 meter. Det ryska laget blev sedermera fråntagna bronsmedaljen efter att Denis Aleksejev testat positivt för doping.

## Personligt rekord
- 400 meter - 45,42 sek